# VASP
Viação Aérea São Paulo (en español: Tráfico aéreo de Sao Paulo), más conocida por el acrónimo VASP, fue una aerolínea comercial brasileña fundada el 4 de noviembre de 1933 y con sede en la ciudad de Sao Paulo. La compañía realizaba vuelos nacionales e internacionales desde el aeropuerto de Congonhas, aunque a principios del siglo XXI su actividad quedó limitada al mercado nacional debido a la gran crisis financiera en la que se vio sumida desde 1992, que finalmente la llevaría a la quiebra y finalmente al cese de operaciones el 27 de enero de 2005.

## Historia
Viação Aérea São Paulo (VASP) era una empresa de aviación comercial brasileña con sede en la ciudad de São Paulo. La compañía dejó de operar en 2005 y fue declarada en quiebra por el juez SP en 2008. En 2012 el Tribunal Supremo anuló la sentencia Paulista, la VASP de nuevo a la situación de la empresa en quiebra.
VASP era una de las principales aerolíneas de Brasil y una de las de más tradición en el país. Capitalizada y privatizada en 1990 por los hermanos Canhedo, famosos empresarios en esa época. Sin embargo, VASP entró en crisis financiera en 1992, pero a pesar de eso siguió comprando aviones y gastando dinero innecesariamente durante más de 12 años.

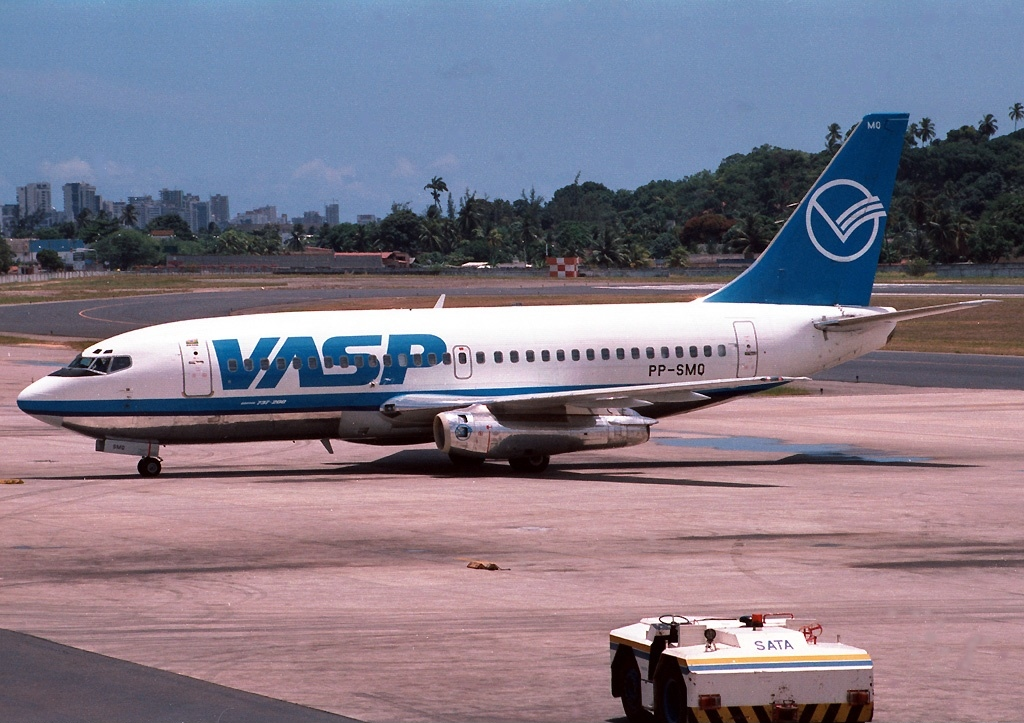
Boeing 737-200 de la VASP em 1994

En octubre de 1995, VASP capitalizó a la aerolínea Lloyd Aéreo Boliviano (LAB) de Bolivia, empresa que si bien no atravesaba problemas económicos, fue capitalizada por decisión del entonces presidente de Bolivia Gonzalo Sánchez de Lozada junto a todas las empresas estatales, en 1996 Vasp adquirió el 51 por ciento de las acciones de Ecuatoriana de Aviación. El plan de la VASP era hacer un consorcio de líneas aéreas, plan que con el tiempo fracasó, hundiendo más a un verdadero patrimonio brasileño. Para alivianar las finanzas de la empresa, los gerentes Canhedo empezaron a llevarse dinero, aviones, repuestos y demás de la única empresa que todavía se sostenía, el Lloyd Aéreo Boliviano, aumentando el pasivo y reduciendo el activo del LAB, considerado un patrimonio histórico y comercial de Bolivia y finalmente dejándolo casi en la quiebra. En diciembre de 2001 VASP vendió todas las acciones de la aerolínea boliviana a empresarios bolivianos con el fin de apaciguar su situación ante las autoridades bolivianas, mientras Ecuatoriana de Aviación se declaró en quiebra y dejó de operar en el 2000.
Entre el 2000 y el 2001 la VASP decidió reasumir sus operaciones, quedándose únicamente con las rutas en Brasil debido a las pérdidas de la empresa, Durante ese tiempo, la VASP se redujo en menos de un cuarto de lo que era hacia 1999. El 2005, VASP, con un pasivo de más de 900 millones de dólares y reducido al 10% de los vuelos de cabotaje, cierra operaciones por órdenes legales después de tantos problemas.
La única de las tres empresas (VASP, Ecuatoriana, LAB) que en 2012 aún opera es el LAB, operando únicamente en vuelos locales, la empresa aún no se recupera de la descapitalización provocada por la VASP y se espera quiebre en cualquier momento al no poder cumplir con las obligaciones heredadas y al haber sido despojada de sus activos.
En 1996 VASP compró a Transportes Aéreos Neuquén de Argentina y la privatizó. Luego en 2001 dicha aerolínea cierra sus operaciones por la crisis de Argentina en dicho año.

## Flota (1970-2005)
- Airbus A300B2
- BAC 1-11
- Boeing 727-100
- Boeing 727-200
- Boeing 737-200
- Boeing 737-300
- McDonell Douglas DC-10-30
- McDonnell Douglas MD-11

## Accidentes e incidentes
- Vuelo 168 de VASP: El 8 de junio de 1982 un Boeing 727-212 se estrelló contra una ladera al intentar aterrizar en Fortaleza (Brasil) muriendo las 137 personas a bordo. Fue el accidente más grave de esta aerolínea.
- Vuelo 210 de VASP: El 28 de enero de 1986 un Boeing 737-2A1 se salió del final de la pista de la calle de rodaje del Aeropuerto Internacional de São Paulo-Guarulhos y chocó contra un terraplén, matando a un pasajero e hiriendo a otros nueve.
- Vuelo 375 de VASP: El 29 de septiembre de 1988 un Boeing 737-317 fue secuestrado en mitad de vuelo por un pasajero.